# Братство Українців Католиків Канади
Братство Українців Католиків Канади (БУК; англ. Ukrainian Catholic Brotherhood of Canada) — релігійно-національна організація українців-католиків у Канаді, що постала 1932 в Саскачевані з відділами по всій Канаді.
Спочатку БУК мав також жіночі і юначі відділи, тепер організовує лише чоловіків.
Органом БУК була газета «Будучність Нації», виходить релігійно-національного характеру бібліотека БУК.